# 塞巴斯蒂安·索里亚
安德烈斯·塞巴斯蒂安·索里亚·金塔纳（Andrés Sebastián Soria Quintana，1983年11月8日—），是乌拉圭裔卡塔尔职业足球运动员，司职前锋，目前效力于卡塔尔球队多哈艾阿拉比。
塞巴斯蒂安是乌拉圭人，2006年加入卡塔尔国籍，并代表卡塔尔U23队获得2006年亚运会足球比赛的冠军，他本人也成为最佳射手。